# Aliciella nyensis
Aliciella nyensis är en blågullsväxtart som först beskrevs av James Lauritz Reveal, och fick sitt nu gällande namn av J. M. Porter. Aliciella nyensis ingår i släktet Aliciella och familjen blågullsväxter. Inga underarter finns listade i Catalogue of Life.